# Walter Krauspe

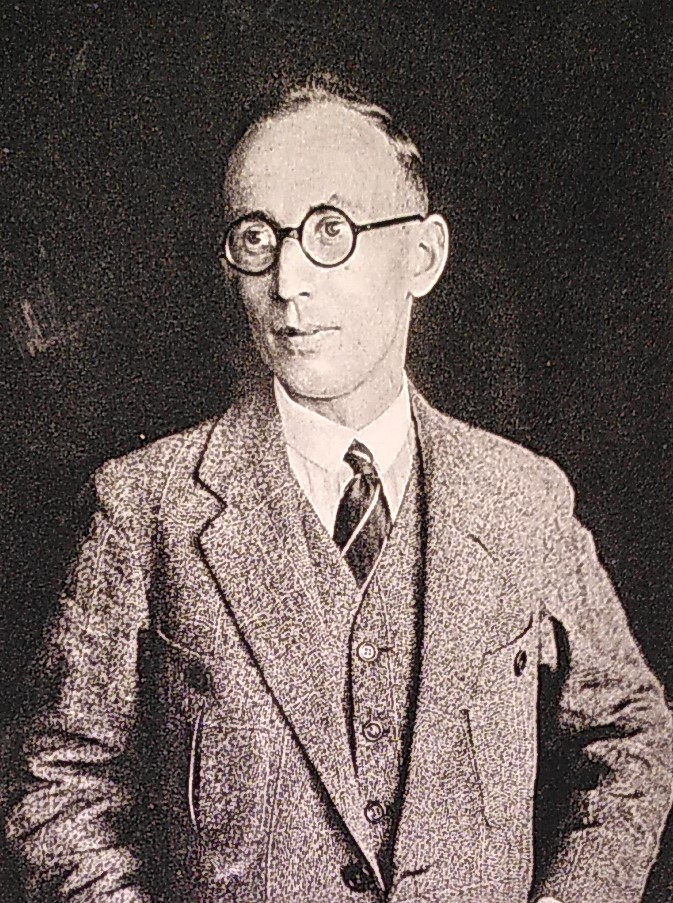
Walter Krauspe (vor 1928)

Walter Krauspe (* 30. Juli 1895 in Meißen; † 29. Januar 1968 in Göttingen) war ein deutscher Architekt und Baubeamter in Göttingen. Er gilt als Göttingens bedeutendster Architekt der Zeit zwischen dem Ersten und Zweiten Weltkrieg.

## Ausbildung und Wirken
Nach einem Dresdner Architekturstudium war Krauspe Schüler des 1916–1920 dort als Stadtbaurat wirkenden Hans Poelzig. Eine Studienreise nach Holland mit Berührung der dem Funktionalismus verpflichteten Architektur der De-Stijl-Gruppe beeinflusste Krauspes Bauen zu einer Reduktion auf Grundformen und funktionelle Raumgestaltung. 1922 kam Krauspe auf Betreiben des Göttinger Stadtbaurats Otto Frey nach Göttingen, wo er zunächst als Architekt im Stadtbauamt wirkte. 1927 wurde er Leiter des städtischen Hochbauamtes und 1929 Stadtbaumeister. 1932 unternahm Krauspe eine Studienreise in die USA, wo er die Bauten von Frank Lloyd Wright kennenlernte, die ihn beeinflussten. Verschiedentlich ist Walter Krauspe fälschlich als Stadtbaurat-Nachfolger von Otto Frey bezeichnet worden. Krauspe war über 35 Jahre lang mit der Dienstbezeichnung städtischer Baurat für die Stadt Göttingen tätig, wofür ihm 1957 eine Ehrenurkunde verliehen wurde.
1942 organisierte Krauspe den Einsatz von sowjetischen Kriegsgefangenen für den Bau eines Staubeckens im Ebertal.

## Mitgliedschaften und Ehrenämter
Krauspe war Mitglied des Deutschen Werkbundes (DWB). Im Ruhestand war Krauspe 1962/63 kurzzeitig 1.  Vorsitzender des Göttinger Verschönerungsvereins.

## Privates
Walter Krauspe war Sohn des Bankvorstands Karl Ferdinand Krauspe und seiner Frau Frieda Adele, geb. Kupfer. 1948 heiratene Krauspe die Fotografenmeisterin Gunhild Ellen Triebel (1914–1999); das Paar hatte keine Kinder.
Walter Krauspe war neben seinem Architektenberuf künstlerisch aktiv: Auf Reisen durch Frankreich, Italien, Jugoslawien, Holland und Dänemark fertigte er zahlreiche Aquarelle und Zeichnungen, die 1999 aus dem Nachlass der Witwe in das Städtische Museum Göttingen gelangten. Krauspe war Kenner künstlerisch geformter Keramik; er besaß zudem eine Sammlung chinesischer Keramik.

## Neubauten in Göttingen (Auswahl)
Das architektonische Werk von Walter Krauspe ist nicht erforscht und die folgende Zusammenstellung vorläufig:
- 1926–1927: Schützenhaus (Hildebrandstraße 12)
- 1926–1927: Freibad Brauweg (Brauweg 60)[4][13]
- 1926–1928: Kaiser Wilhelm II.-Oberrealschule, seit 1956 Felix-Klein-Gymnasium (Böttingerstraße 17)[14][15][16]
- 1929–1931: Dreigeschossige Flachdach-Siedlungsbauten (Geismar Landstraße 88–98)[17][18][19]
- 1930: EAM-Verwaltungsgebäude am Bahnhof[3]
- 1938–1941: Egelsbergschule (Bebelstraße 25)[20][21][22]
- 1957 (zusammen mit Heinrich Driehorst): Neues Gymnasium (heute Theodor Heuß-Gymnasium), Grotefendstraße[23]

Galerie
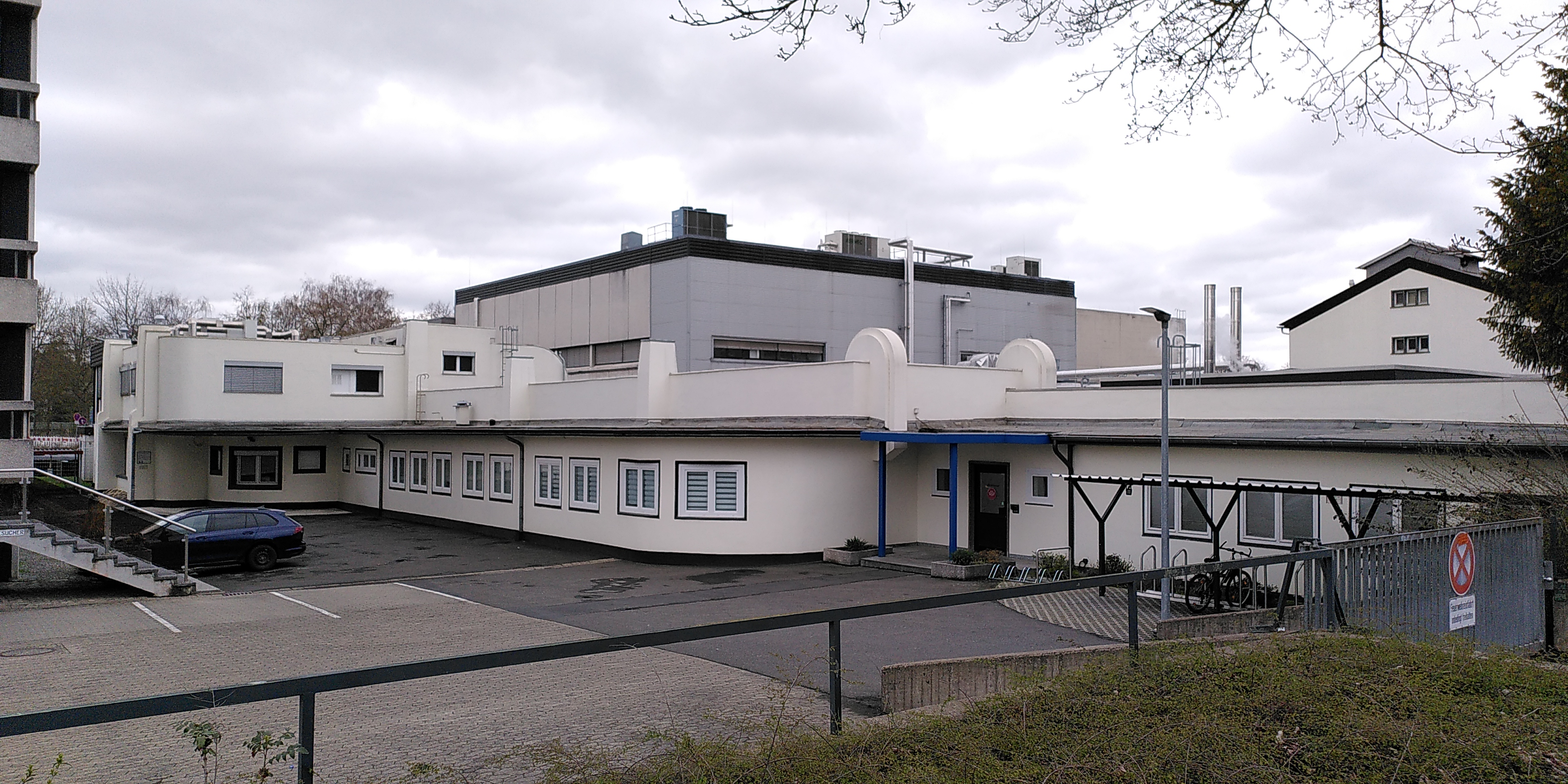
Schützenhaus (2023)
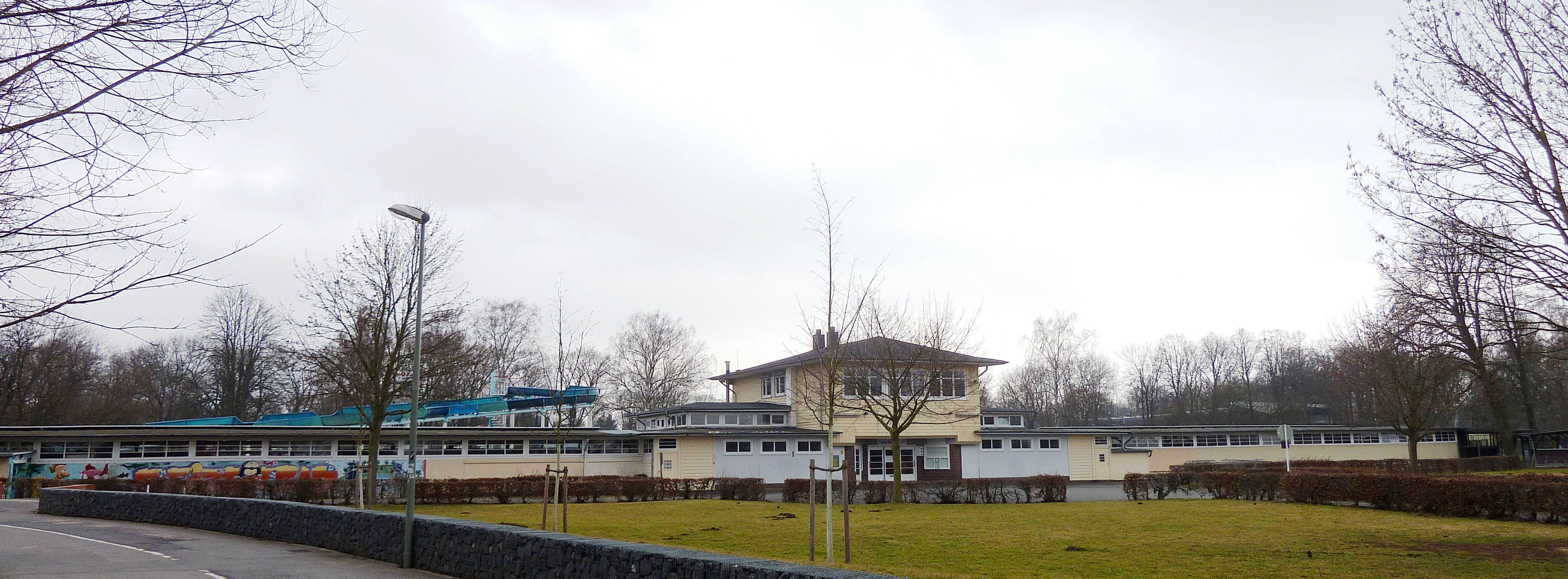
Freibad Brauweg (2012)
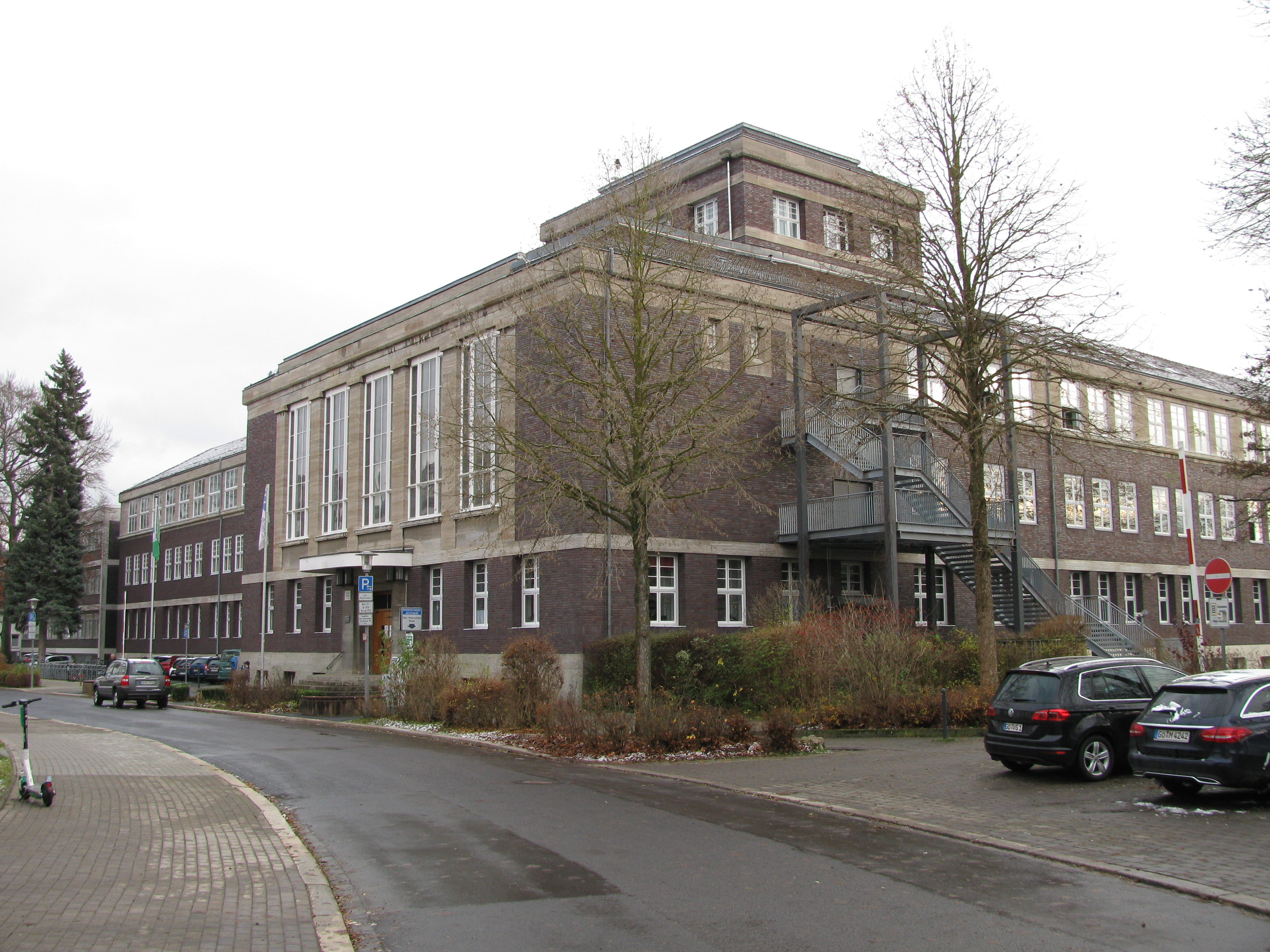
Felix-Klein-Gymnasium (2021)
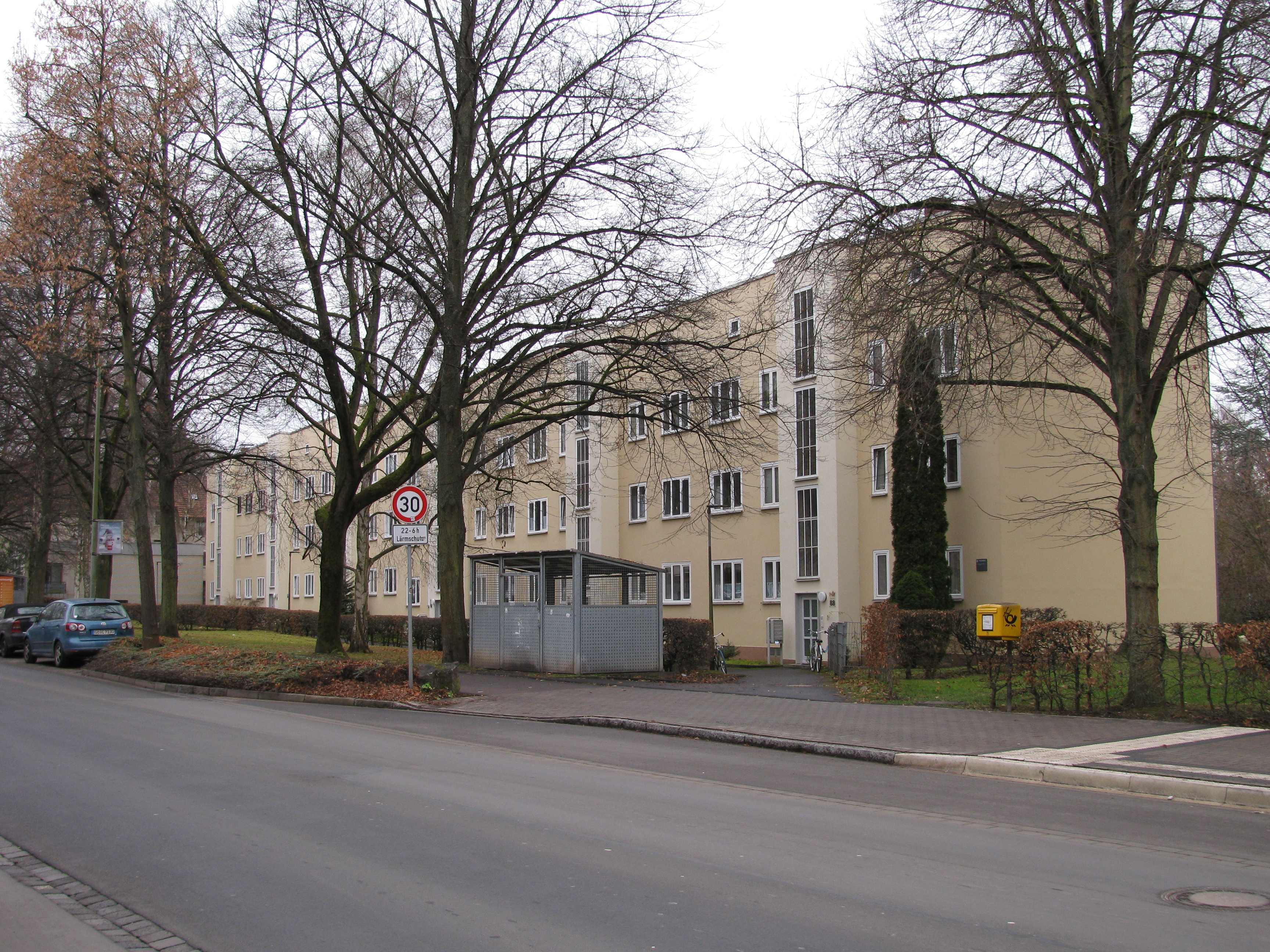
Siedlungsbauten Geismar-Landstraße (2021)
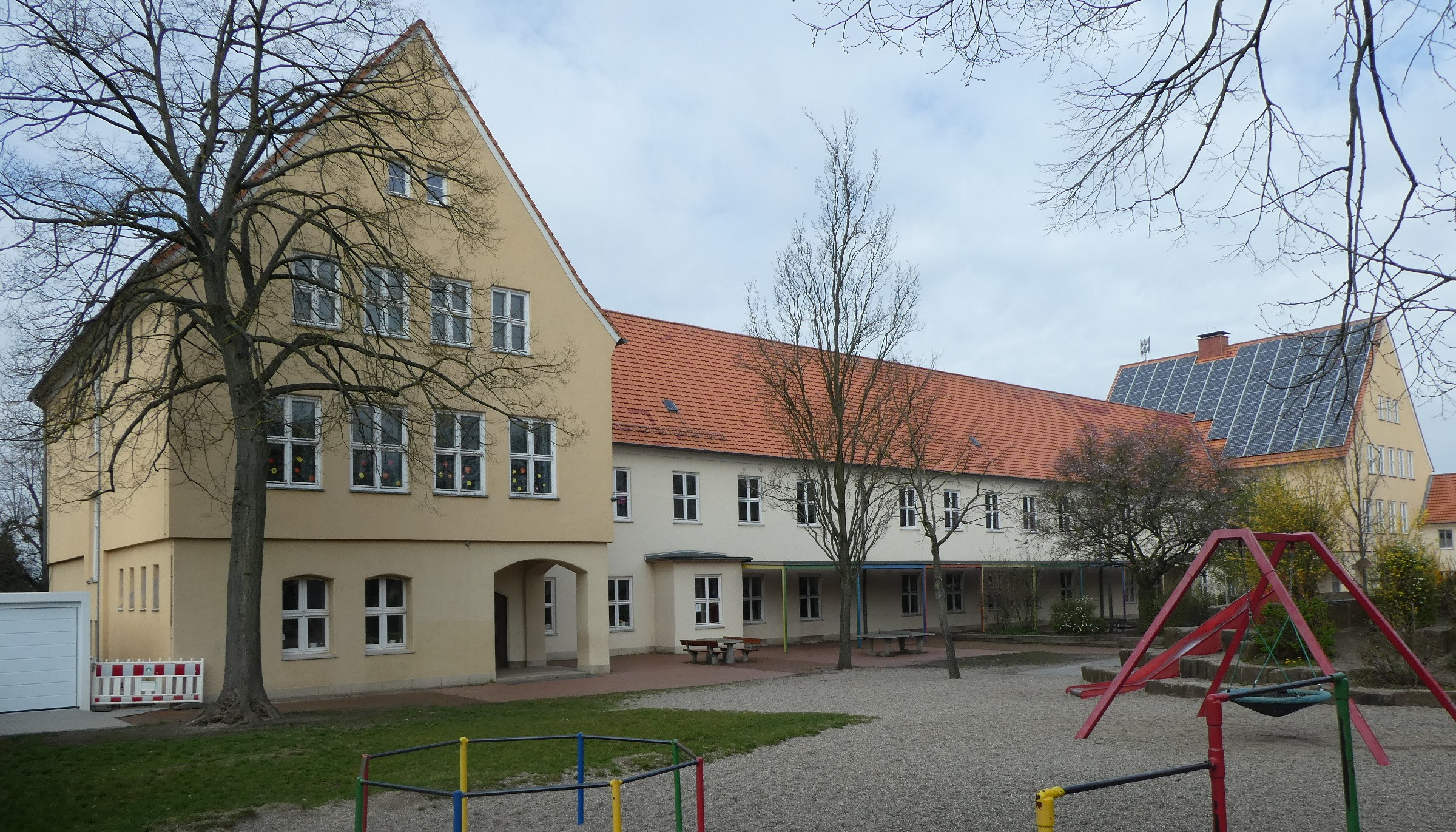
Egelsbergschule (2024)